# Lavinia Răducanu
Lavinia Răducanu (n. 30 mai 1980, Slobozia) este o artistă română de etnie romă, interpretă de operă, muzică țigănească și jazz care face parte din „Taraful Rromak”.